# Lichomolgus fusiformis
Lichomolgus fusiformis is een eenoogkreeftjessoort uit de familie van de Lichomolgidae. De wetenschappelijke naam van de soort is voor het eerst geldig gepubliceerd in 2009 door Kim I.H..